# Acanthurus grammoptilus

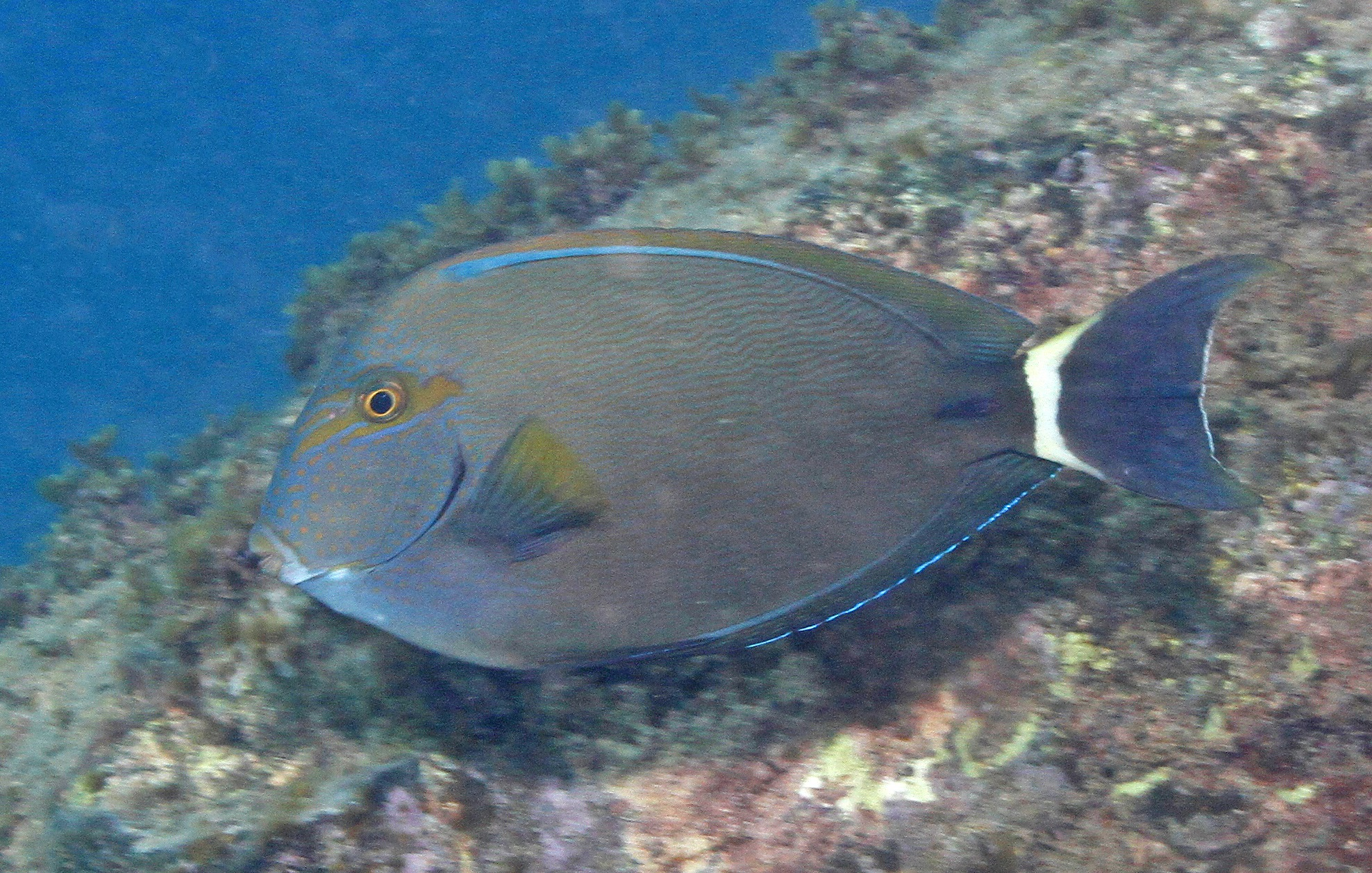
Acanthurus grammoptilus en Dampier.

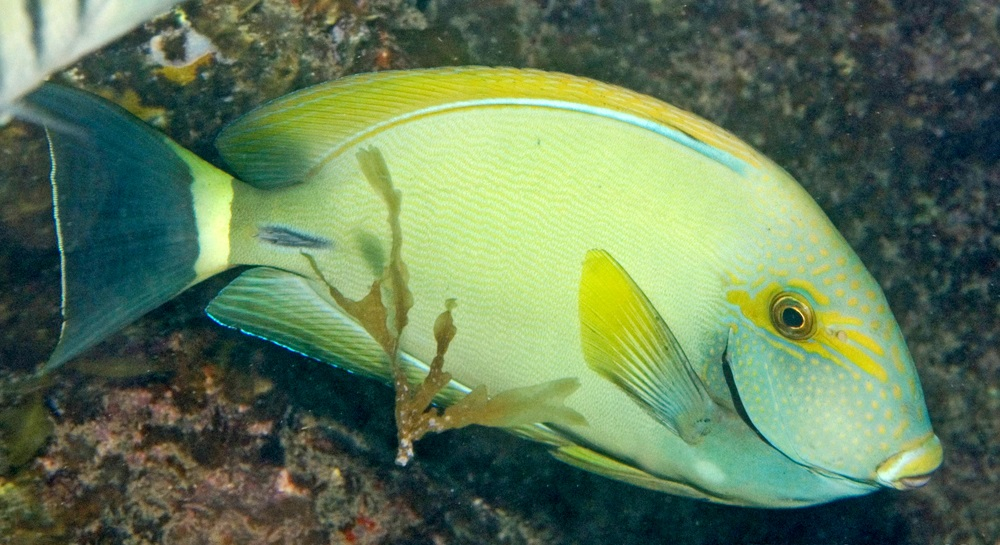
A. grammoptilus en Dampier, con coloración menos habitual.

Acanthurus grammoptilus es un pez cirujano, de la familia Acanthuridae. Su nombre más común en inglés es Finelined surgeonfish, o pez cirujano de línea fina, debido a la línea distintiva situada en la base de la aleta caudal.

## Descripción
Posee la morfología típica de su familia, cuerpo comprimido lateralmente y ovalado. La boca es pequeña, protráctil y situada en la parte inferior de la cabeza. El hocico es grande. Tiene 8 o 9 espinas y 25 a 26 radios blandos dorsales; 3 espinas y entre 23 y 24 radios blandos anales; 16 o 17 radios pectorales; 16 a 18 branquiespinas anteriores y 21 a 23 branquiespinas posteriores. Un ejemplar de 93 mm tiene 14 dientes en la mandíbula superior y 18 en la inferior, con 245 mm de largo tiene 18 en la superior y 20 en la inferior.
Como todos los peces cirujano, de ahí les viene el nombre común, tiene 2 espinas extraíbles en el pedúnculo caudal, que las usan para defenderse o dominar. Están rodeadas por una línea marrón oscuro.

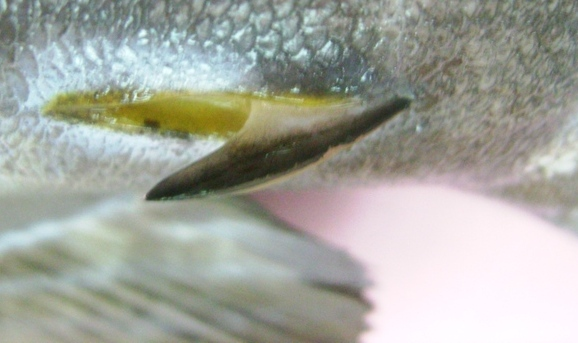
Espina del pedúnculo caudal
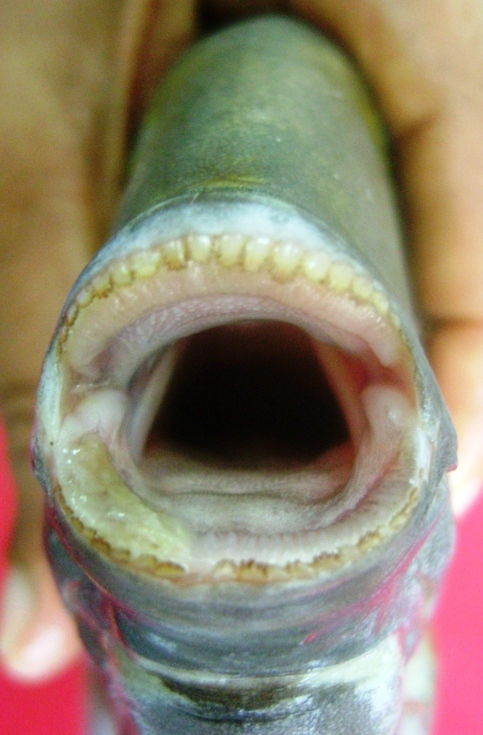
Detalle de dentadura herbívora de la especie emparentada Acanthurus xanthopterus

El color base del cuerpo y aletas es marrón violáceo, aunque también adopta coloraciones en una tonalidad verde-amarillento pálido. La cabeza tiene motas y unas estrías atravesando el ojo, en color anaranjado. Las aletas dorsal y anal tienen en su base una línea estrecha en azul claro. Las aletas pélvicas tienen el tercio exterior amarillo-anaranjado. La aleta caudal tiene en su base una franja blanca y está ribeteada en su margen exterior en blanco.
Alcanza los 35 cm de largo, y su peso máximo publicado de 900 gramos.

## Hábitat y distribución
Habita arrecifes limosos interiores y costeros, donde es una especie común en Australia. En el oeste australiano ocurre también con frecuencia en arrecifes exteriores, en entornos de aguas claras.
Su rango de profundidad es entre 22 y 91 m. Se reportan localizaciones a temperaturas entre 24.49 y 28.34 °C.
Se distribuye por el océano Pacífico. Es especie nativa de Australia; Fiyi y Nueva Caledonia.

## Alimentación
Es un herbívoro itinerante que recorre los arrecifes formando cardúmenes para alimentarse de algas.

## Reproducción
No presentan dimorfismo sexual aparente. Son ovíparos y de fertilización externa. No cuidan a sus crías. Desovan en grupo en los meses cálidos, coincidiendo con las rápidas corrientes mareales, tanto al alba, como al atardecer. Los huevos son pelágicos, de 1 mm de diámetro, y contienen una gotita de aceite para facilitar la flotación. En 24 horas, los huevos eclosionan larvas pelágicas translúcidas, llamadas Acronurus. Son plateadas, comprimidas lateralmente, con la cabeza en forma de triángulo, grandes ojos y prominentes aletas pectorales. Cuando se produce la metamorfosis del estado larval al juvenil, mutan su color plateado a la coloración juvenil, y las formas de su perfil se redondean.